# A565
A565 är en motorväg i Tyskland som går mellan A61 och A59.
Vägen, som är 31 km lång börjar i Grafschaft och går via Kreuz Meckenheim (där den korsar A61) via Kreuz Bonn-Nord (där den korsar A555) till slutpunkten i  Dreieck Bonn-Beuel där den går ihop med A59.